# Irvin Cardona
Irvin Cardona (* 8. August 1997 in Nîmes) ist ein französischer Fußballspieler, der aktuell bei der AS Saint-Étienne spielt.

## Karriere

### Verein
Cardona begann seine fußballerische Ausbildung bei der US Le Pontet, wo er bis 2012 spielte. Anschließend wechselte er zur AS Monaco, wo er zunächst in der U19 aktiv war. 2014/15 spielte er mit der UEFA U19 in der Youth League, wo er in drei Spielen ein Tor schoss. In der Folgesaison gewann er mit den Junioren den Coupe Gambardella, bei dem er im Halbfinale und Finale jeweils einen Treffer erzielen konnte. 2016/17 spielte er siebenmal in der Youth League und konnte dabei sechsmal treffen. Außerdem gab er am 11. Februar 2017 (25. Spieltag) sein Debüt für die Profimannschaft gegen den FC Metz, als er in der 81. Minute für Radamel Falcao eingewechselt wurde. In der gesamten Saison spielte er dreimal in der Liga und dreimal im Pokal und stand außerdem viermal im Kader der Champions League.
Nach der Saison wurde er nach Belgien in die Division 1B an Cercle Brügge verliehen. Am 6. Juli 2017 (1. Spieltag) debütierte er gegen den KVC Westerlo in der Startelf. Ein Spiel später (2. Spieltag) traf er das erste Mal im neuen Trikot, als er gegen die Royale Union Saint-Gilloise an beiden Treffern beteiligt war (2:0). Aufgrund einer Beinverletzung spielte er in der Liga jedoch nur 15 Mal, konnte dabei aber sechs Tore und sechs Assists sammeln und brachte Cercle mit großer Beteiligung (2 Torbeteiligungen in den Playoffs) in die Division 1A. Nach einer Oberschenkelverletzung debütierte Cardona am 21. Oktober 2018 gegen den RSC Anderlecht, gegen den er direkt seinen ersten Doppelpack schnürte. In der regelmäßigen Saison lief er 20 Mal auf und traf dabei sechsmal.
Nach seiner Rückkehr wechselte er im Sommer 2019 für anderthalb Millionen Euro in die Ligue 1 zu Stade Brest. Am 24. August 2019 (3. Spieltag) debütierte er bei einem 1:0 gegen Stade Reims, als er in der 80. Minute für Samuel Grandsir eingewechselt wurde. Zwei Monate später (10. Spieltag) traf er gegen den SCO Angers das erste Mal in der Ligue 1 (1:0). Die Saison über sammelte er 10 Scorerpunkte in 23 Spielen wettbewerbsübergreifend. In der darauf folgenden Saison war er weiterhin Stammspieler und traf zwischenzeitlich sogar viermal in drei Spielen.
Am 18. Januar 2023 wechselte Cardona für einen mittleren sechsstelligen Betrag in die Bundesliga zum FC Augsburg. Er unterschrieb einen Vertrag bis zum 30. Juni 2027. Sein erstes Tor für den FC Augsburg erzielte Cardona am 11. März 2023 im Auswärtsspiel beim FC Bayern München zum 3:5 Endstand. Im Januar 2024 wurde Cardona für den Rest der Saison an den französischen Zweitligisten AS Saint-Étienne verliehen. Mit Saint-Etienne gewann er das Finale der Playoffs gegen den FC Metz nach Hin- und Rückspiel mit 4:3, womit der Aufstieg in die Ligue 1 gelang. Vor allem am Ende der Spielzeit spielte Cardona eine wichtige Rolle und wurde im Februar, März und April zum Spieler des Monats der Ligue 2 ausgezeichnet. Den späten 2:1-Siegtreffer aus dem Hinspiel erzielte Cardona in der 80. Spielminute. Im August 2024 wechselte Cardona bis Ende Dezember 2024 auf Leihbasis zum spanischen Erstligisten Espanyol Barcelona. Ab Januar 2025 setzte er die Leihe erneut bei der AS Saint-Étienne fort, wo er den Wiederabstieg in die Ligue 2 nicht verhindern konnte. Dennoch zog AS Saint-Étienne die Kaufoption und nahm Cardona fest unter Vertrag.

### Nationalmannschaft
Cardona spielte bislang insgesamt zehnmal für diverse Juniorenmannschaften der FFF, wobei er dreimal traf.

## Erfolge
AS Monaco
- Französischer Meister: 2017
- Coupe Gambardella: 2016
- Vize-Sieger der Coupe de la Ligue: 2017

Cercle Brügge
- Sieger der Division 1B und Aufstieg in die Division 1A: 2018

AS Saint-Étienne
- Sieger der Playoffs der Ligue 2: 2024  ▲

International
- 2. Platz beim U20-Vier-Nationen-Pokal: 2017

Individuell
- Spieler des Monats der Ligue 2: Februar 2024, März 2024, April 2024